# Kádhiston Óros
Kádhiston Óros är ett berg i Grekland.   Det ligger i prefekturen Nomós Lasithíou och regionen Kreta, i den sydöstra delen av landet, 300 km sydost om huvudstaden Aten. Toppen på Kádhiston Óros är 391 meter över havet.
Terrängen runt Kádhiston Óros är kuperad västerut, men österut är den platt. Havet är nära Kádhiston Óros åt nordost.  Närmaste större samhälle är Agios Nikolaos, 13,5 km söder om Kádhiston Óros. 